# Krrish 3
Série
Krrish
(2006)
Pour plus de détails, voir Fiche technique et Distribution.
Krrish 3 ou Defender pour la sortie française en DVD, est un film indien de super-héros de Bollywood réalisé, écrit et produit par Rakesh Roshan, sorti en 2013.
Ce film est la suite de Koi... Mil Gaya et Krrish, il est interprété par Hrithik Roshan entouré de Priyanka Chopra, Vivek Oberoi et Kangna Ranaut. La musique est composée par Rajesh Roshan. Dans l'ensemble bien reçu par la critique, il rencontre un vif succès populaire.

## Synopsis
Tout en menant une vie de famille heureuse avec Priya, Krrish, secondé par le brillant scientifique qu'est son père, s'emploie à améliorer le sort de l'humanité. C'est alors que surgit Kaal, force du mal, déterminé à semer la peur, la destruction et la mort de par le monde. Il est aidé en cela par une armée de mutants mi humains, mi animaux, les maanvar. Bien que les êtres qu'ils chérissent soient directement menacés, Krrish et son père affrontent ce nouveau péril.

## Fiche technique
Sauf mention contraire, cette fiche technique est établie à partir d'IMDb.
- Titre original : कृष ३
- Titre français : Krrish 3
- Réalisation : Rakesh Roshan
- Scénario : Rakesh Roshan, Honey Irani et Robin Bhatt
- Direction artistique : Suresh Selvarajan
- Décors : Chandan Arora
- Costumes : Dipika Lal, Anirudh Singh
- Photographie : S. Tirru
- Son : Baylon Fonseca
- Montage : Chandan Arora
- Musique : Rajesh Roshan
- Production : Rakesh Roshan
- Société de production[3] : Filmkraft Productions
- Société de distribution : Aanna Films (Inde), Condor Entertainment (France)
- Société d'effets spéciaux : Hybrid Enterprises, Redchillies.VFX
- Budget de production : 1 150 000 000 ₹
- Pays d'origine :  Inde
- Langue originale : hindi
- Format[4] : Couleurs 2.35 : 1 – 35 mm - Son Dolby Digital EX
- Genre : Action, science-fiction
- Durée : 152 minutes (2h32)
- Dates de sorties en salles[5] : 
  - Inde : 1er novembre 2013
  - France : 1er novembre 2013

## Distribution
- Hrithik Roshan : Krishna Mehra (Krrish) et Rohit Mehra
- Priyanka Chopra : Priya Mehra
- Vivek Oberoi : Kaal
- Kangna Ranaut : Kaya
- Arif Zakaria : un scientifique
- Rajpal Yadav : Sharma
- Naseeruddin Shah : Dr. Siddhant Arya, participation exceptionnelle

## Musique
Les chansons sont composées par Rajesh Roshan sur des paroles de Sameer. Le cd de la bande originale sort le 18 septembre sous le labet T.Series.
- Krrish Krrish - Mamta Sharma, Anirudh Bhola et Rajesh Roshan - 5:13
- Raghupati Raghav - Neeraj Shridhar, Monali Thakur et Bob - 5:21
- Dil Tu Hi Bataa - Alisha Chinai et Zubeen Garg - 6:41
- You Are My Love - Mohit Chauhan et Alisha Chinai - 4:31
- God Allah Aur Bhagwan - Sonu Nigam et Shreya Ghoshal - 6:28

## Accueil

### Critique
La majorité des critiques indiens accueillent Krrish 3 favorablement. Ils soulignent le bon niveau des effets spéciaux et des scènes d'action mais déplorent le manque d'originalité du scénario. L'interprétation de Hrithik Roshan est également appréciée mais ce sont les antagonistes qui soulèvent le plus d’enthousiasme : Vivek Oberoi dans le rôle du « méchant » en chaise roulante et surtout Kangna Ranaut qui éclipse l'actrice principale, Priyanka Chopra et réussit à s'imposer face aux acteurs masculins.

### Public
Krrish 3 rencontre un vif succès populaire et devient rentable dès sa première semaine d'exploitation.